# میرزا ابوالقاسم تهرانی

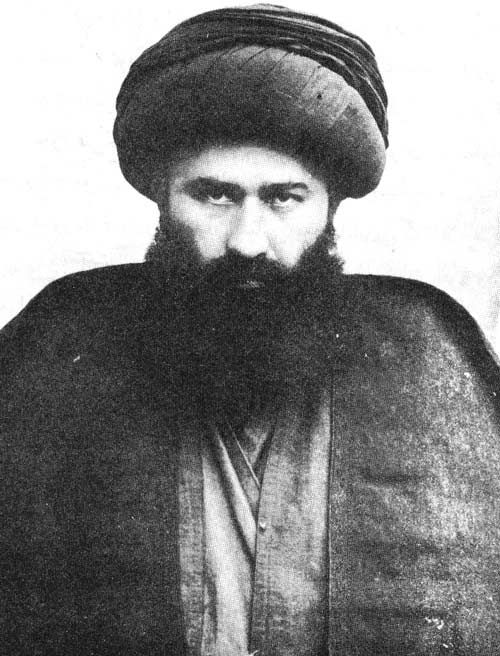
میرزا ابوالقاسم امام جمعه

میرزا ابوالقاسم تهرانی (میرزا ابوالقاسم دوم) زاده ۱۲۸۲ ق. و درگذشته ۱۳۰۶ خورشیدی پسر بزرگ حاج سید زین‌العابدین امام جمعه ظهیرالاسلام و نوه دختری دوست علیخان معیرالمالک (نظام‌الدوله) و امام جمعه تهران در عصر محمدعلی‌شاه بود.

## زندگی نامه
در سال ۱۳۰۴ قمری پدرش حاج سید زین‌العابدین امام جمعه او را به نجف برای تکمیل تحصیلات فرستاد و در آنجا مشغول به درس خواندن شد و پس از گذشت چند سال به ایران بازگشت.

در سال ۱۳۲۱ قمری پس از مرگ پدرش امام جمعه تهران شد.

در آغاز ورود او از نجف و بعد امام جمعه شدن بساط ملائی اش رونق بسزائی گرفت و از ملاهای با نفوذ درجه اول تهران گردید.

و چندی بعد ۱۳۲۳ قمری با دختر مظفرالدین شاه، شکوه‌الدوله (زن مطلقه موقرالسلطنه)، ازدواج نمود و در اطراف این ازدواج خیلی گپها زده می شد.

چون با مشروطیت موافق نبود و در زمره مستبدین قرار داشت به مرور از وجهه و نفوذ و اعتبار او کاسته شد.

یکی از کارهای او این بود که در سال ۱۳۲۳ قمری (۱۲۸۴ خورشیدی) که بازرگانان تهران برای بی‌احترامی و توهینی که میرزا احمدخان علاءالدوله حاکم تهران نسبت به تجار قندفروش کرده بود برای شکایت و دادخواهی در مسجد شاه اجتماع نمودند علماء هم که بزرگ آنان سید عبدالله بهبهانی و سید محمد طباطبایی بودند در آنجا جمع شدند و اولین زمزمه خواستن عدالتخانه که بعدها منتهی به خواستن مشروطیت شد در اینجا بمیان آمد. امام جمعه چون داماد شاه بود طرفدار حکومت وقت بود و بنا بر اشاره عین‌الدوله صدر اعظم بواسطه دسائسی که بکار برد و خوب هم گرفت متحصنین مسجد را متفرق و پراکنده نمود. و چون موضوع ریشه داشت و مسائل سیاسی چندی در میان بود از میان نرفت. و در آن شب عده‌ای از جمله علماء از شهر خارج و به شاه عبدالعظیم (شهر ری) رفته و در آنجا قرار گرفتند. و پس از آن عده‌ای از علما و طلاب دیگر بآنان پیوستند.

در روز سیزدهم رجب ۱۳۲۷ قمری که حاج شیخ فضل‌اله نوری به دار زده شد در همین روز حاج سید ابوالقاسم با وحشت زیادی که او را گرفته بود از قلعه امامیه با شتاب هر چه تمامتر خود را به سفارت روس در زرگنده رسانیده و در آنجا متحصن شد و پس از چندی بعد از گرفتن تأمین از دولت بوسیله سفارت رهسپار اروپا گردید. چند سالی که در اروپا بسر میبرد اکثر ممالک و شهرهای اروپا را سیاحت نمود و پس از چند سال توقف در اروپا با موافقت و اجازه دولت بایران بازگشت.

در سال ۱۳۲۷ قمری پس از فتح تهران و خلع محمدعلی‌شاه (۲۷ جمادی‌الثانیه ۱۳۲۷) برای ترتیب کارها هیأت مدیره‌ای درست شد و این هیأت تا چندی مملکت را اداره میکرد. یکی از اقدامات هیأت مزبور اعدام و تبعید کسانی بود که نسبت باساس جدید (مشروطیت) اظهار دشمنی کرده بودند. و باید بخوبی دانست که در آن زمان عده‌ای از آنان خود را به روسها بسته بودند. از آن جمله حاج سیدابوالقاسم امام جمعه بود که شخص امپراطور روس او را به تبعیت روس پذیرفته و تحت حمایت خود قرار داد. هیأت مدیره حاج سید ابولقاسم امام جمعه را معزول کرد و برادرش حاج سید محمد که معروف بامام‌زاده و خودش هم مشروطه‌خواه و جزء اعضاء دادگاه انقلابی بود بجای او امام جمعه شد.

وی در سال ۱۳۰۶ خورشیدی در سن ۶۲ سالگی در تهران در گذشت.

## خلقیات و تحصیلات
سید ابوالقاسم امام جمعه تهران شخصی بود خوش محضر – خوش صحبت – درس خوانده – فقیه – ثروتمند – فوق‌العاده عیاش و خوش‌گذران.
 
حاج سیدابوالقاسم امام جمعه از شاگردان حاج میرزا حبیب‌الله رشتی و حاج سید محمد امام جمعه از شاگردان آخوند ملا محمد کاظم خراسانی هروی (صاحب کفایت‌الاصول) بوده‌اند.

## فرزندان
سید حسن امامی فرزند وی می باشد.